# 普富德拉赫河
48°38′12″N 13°11′01″E / 48.636696°N 13.183653°E

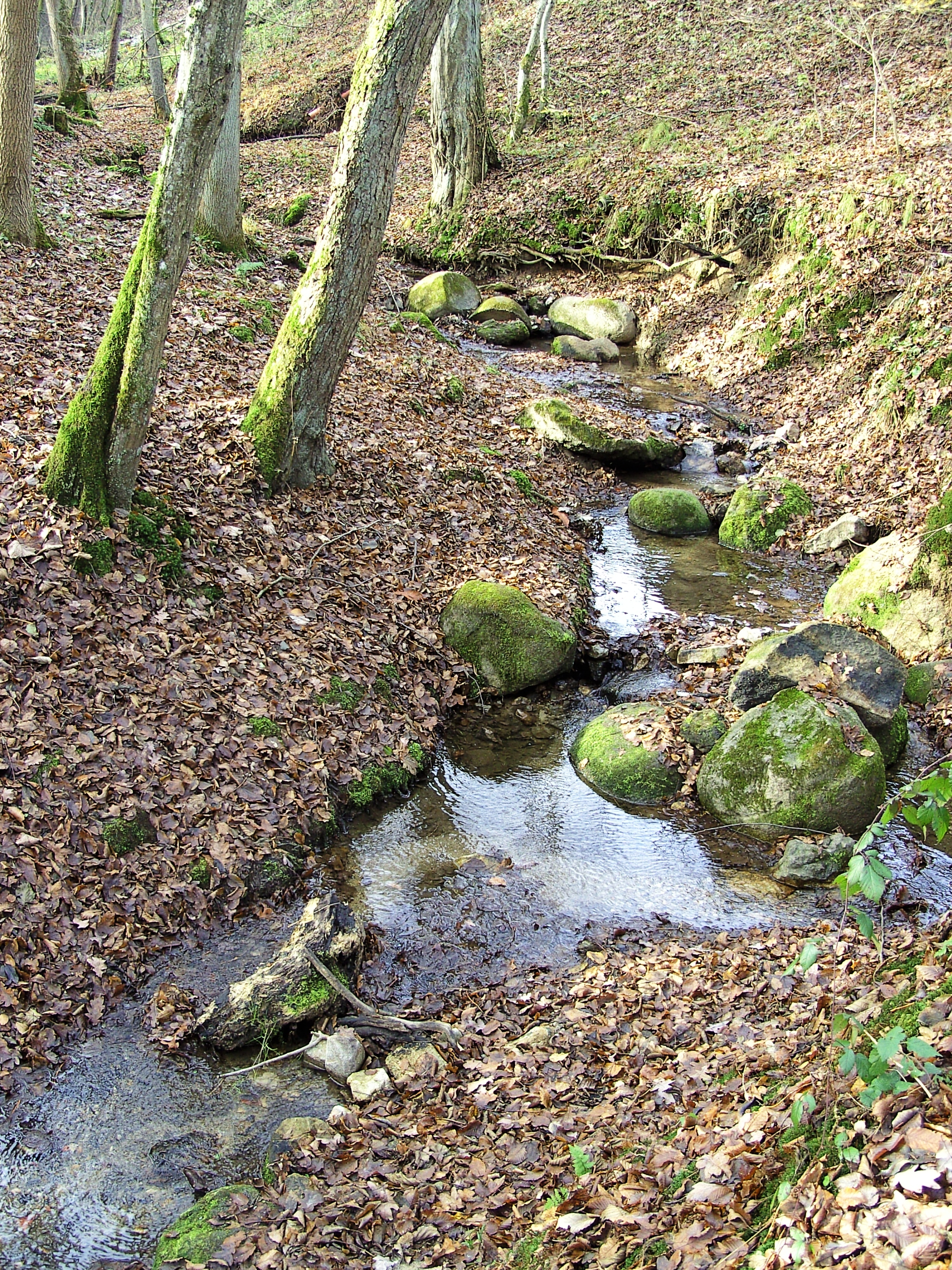

普富德拉赫河是德國的河流，位於該國東南部，由巴伐利亞負責管轄，屬於多瑙河的支流，河道全長1.7公里，流域面積0.6平方公里。